# Michele Baranowicz
Michele Baranowicz (né le 5 août 1989 à Mondovì) est un joueur italien de volley-ball. Il mesure 1,95 m et joue passeur. Il totalise 17 sélections en équipe d'Italie.

## Clubs
| Club             | De        | À         |
| ---------------- | --------- | --------- |
| Piemonte Volley  | 2005-2006 | 2007-2008 |
| Crema Volley     | 2008-2009 | 2009-2010 |
| Resovia Rzeszów  | 2010-2011 | 2010-2011 |
| Piemonte Volley  | 2011-2012 | 2011-2012 |
| Pallavolo Modène | 2012-2013 | 2012-2013 |
| Lube Macerata    | 2013-2014 | ...       |

## Palmarès
- Championnat d'Italie (1)
  - Vainqueur : 2014
- Coupe d'Italie (1)
  - Vainqueur : 2006
- Supercoupe d'Italie
  - Perdant : 2007, 2012, 2013